# Bacatá Center
Das Bacatá Center (Projektname BD Bacatá für Bogotá Downtown Bacatá) ist ein seit September 2011 im Bau befindlicher Wolkenkratzer mit zwei Türmen im Stadtbezirk Santa Fe und somit im historischen Zentrum von Bogotá. Er wird an der Calle 19 #5-20 errichtet und ist schon zu großen Teilen vollendet. Der Südturm wird mit einer Höhe von 260 Metern und 67 Stockwerken das höchste Gebäude Kolumbiens und den bisherigen Ersten, der Torre Colpatria, um 68 Meter überragen. Das Hochhaus wird über das Crowdfunding finanziert, was bedeutet, dass es von Privatpersonen durch den Kauf von Aktien und treuhänderischen Rechten realisiert werden konnte.
Der Name Bacatá stammt von der lokalen indigenen Muisca-Kultur des Chibcha-Volkes ab und bedeutet in deren Sprache in etwa „Umzäunung bzw. Einfriedung“, etwas außerhalb eines Landguts gelegen.

## Vorgeschichte
Die Verantwortlichen der Stadt Bogotá haben schon seit Ende der 2000er Jahre die Notwendigkeit erkannt, beschädigte oder stillgelegte Bereiche des alten Stadtzentrums mit seiner strategischen Lage zu transformieren und zu revitalisieren, damit neue Impulse zur sozialen und wirtschaftlichen Entwicklung entstehen, ähnlich anderer internationaler Metropolen. So wird das BD Bacatá als das seit langer Zeit ehrgeizigste architektonische Projekt Bogotás als neues Symbol der Erneuerung der Innenstadt positioniert.

## Charakteristik
Das Projekt BD Bacatá besteht aus zwei Türmen, dem Nordturm (216 m, 709 ft) und Südturm (260 m, 853 ft), von denen der höhere Südturm 67 Etagen auf einer Grundfläche von 114,384 m2 aufweist. Zuständig für das Projekt ist das Unternehmen BD Promo Colombia, das Investitionen von 240 Milliarden Pesos (rund 75 Mio. Euro) vornimmt.
Der ganze Komplex erhebt sich von einer kommerziellen Plattform, aus denen drei stilisierte Blöcke entstehen; einer mit 405 Wohnungen zwischen 40 und 60 m2, einer mit modularen Büros von 50 bis 70 m2 und schließlich einem Fünf-Sterne-Hotel, darunter Standard, Executive und Suiten. Die ersten Räumlichkeiten wurden 2016 in Betrieb genommen.
Mit 405 Apartments, 52 Luxussuiten im obersten Teil des Gebäudes, 117 Büros im Nordturm zwischen 5. und 27. Etage, einem Einkaufszentrum mit 6.500m2, ca. 750 privaten und öffentlichen Parkplätzen, einem Luxushotel, sowie im Südturm einem Hotel mit 63 Wohnungen für längere Aufenthalte für Berufstätige, Lehrer, Studenten, Politiker, Investoren, Führungskräfte und Unternehmer ist das Objekt einzigartig in Kolumbien. Es wird von der spanischen Gruppe Eurostars Hotels betrieben. Insgesamt 25.000 m2 Glas werden verbaut, was etwa vier Fußballfeldern entspricht.